# Cmentarz polskokatolicki w Bażanówce
Cmentarz polskokatolicki w Bażanówce – czynny cmentarz wyznaniowy dla wiernych Kościoła Polskokatolickiego położony we wsi Bażanówka w województwie podkarpackim. Cmentarz administrowany jest przez parafię Najświętszego Serca Pana Jezusa w Bażanówce.
Parafia polskokatolicka w Bażanówce powstała w 1921 roku w wyniku rozłamu w miejscowej parafii rzymskokatolickiej. W 1925 roku polskokatolicy wznieśli okazały kościół parafialny i zabrali się do organizowania odrębnego cmentarza grzebalnego. Na przełomie 1925 i 1926 roku na ten cel zakupiono działkę od Reginy Wójcik, należącej do parafii. Poświęcenie cmentarza miało miejsce 12 grudnia 1926 r. Parafia Kościoła Narodowego od tej pory miała swój własny cmentarz, co przyczyniło się do jej dalszego rozwoju i większej niezależności. Do dziś cmentarz służy również parafii jaćmierskiej.